# Fidel Sendagorta Gómez del Campillo
Fidel Sendagorta Gómez del Campillo (Madrid, 11 de febrero de 1956) es un diplomático español. Fue embajador de España en Japón entre 2022 y 2025.

## Biografía
Licenciado en Derecho, ingresó en la carrera diplomática en 1984. 
Estuvo destinado en las representaciones diplomáticas españolas en Japón, Cuba y Marruecos. 
Fue vocal asesor en los Gabinetes del secretario de Estado para la Cooperación Internacional y para Iberoamérica, y del Ministro de Asuntos Exteriores; Consejero en la Representación Permanente de España ante la Unión Europea (1999); Subdirector General del Gabinete de Análisis y Previsión de Política Exterior (2002); Embajador en Misión Especial para Asuntos del Mediterráneo (2007); Director General de Política Exterior para el Mediterráneo, Magreb y Oriente Próximo (2008); Director General para el Magreb, Mediterráneo y Oriente Próximo (julio-octubre de 2010); Director General para América del Norte, Asia y Pacífico (2015-2020); director general de Política Exterior y de Seguridad (2020-2021).
Ha sido embajador de España en Egipto (2010-2014) y embajador de España en Japón (2022-25).
Escribió los libros Jardines del Tiempo, Europa entre dos luces y Estrategias de poder (2020), esta última obra a partir de su estancia como investigador invitado en la Universidad de Harvard, en el Belfer Center for Science and International Affairs.